# چیشما (شهرستان دیورتیولینسکی، باشقیرستان)
چیشما (انگلیسی: Chishma, Dyurtyulinsky District, Republic of Bashkortostan) یک شهرک در شهرستان دیورتیورلینسکی در استان باشقیرستان کشور روسیه است.